# Enrico Piccioni
Enrico Piccioni (* 23. November 1961 in San Benedetto del Tronto) ist ein ehemaliger italienischer Fußballspieler und heutiger -trainer. 

## Werdegang

### Als Spieler
Piccioni begann seine Profilaufbahn als Innenverteidiger 1980 bei Sambenedettese, bevor er nach nur einem Jahr zum Forlì FC wechselte. 1982 erhielt er einen Vertrag beim FC Empoli, wo er jedoch erneut nur ein Jahr spielte, bevor er zum AC Perugia wechselte. Nach einer weiteren Saison 1984/85 beim FC Empoli ging er im Sommer 1985 zu US Catanzaro, wo er bis 1987 spielte. Weitere fünf Jahre stand er bis 1992 in Diensten von US Cremonese, bevor er seine aktive Karriere in der Saison 1992/93 bei seinem Heimatverein Sambenedettese ausklingen ließ.

### Als Trainer
2007 übernahm Piccioni den Trainerposten bei seinem ehemaligen Verein Sambenedettese, wo er bis 2009 arbeitete. Von September bis Dezember 2009 betreute er Botew Plowdiw. Ende der Saison 2011/12 übernahm er im Juni den FK Shumen 2010, welchen er in die neue Saison führte, jedoch im Dezember entlassen wurde. In der Saison 2013/14 arbeitete er für den maltesischen Erstligisten FC Mosta. Dort wurde er im November 2014 entlassen.